# Baterijski stolp
Baterijski stolp so v nekaterih gradovih postavili kasneje, predvsem v 16. stoletju po pojavu strelnega orožja, na obrambnem stolpu na zunanji obrambni liniji. Ime izhaja iz besede baterija, to je skupina več topov.
Najprimernejši je bil okrogel stolp, ki je lahko sprejel več topov v različnih smereh in na različnih nivojih. Topovi so imeli očitno boljšo ognjeno močjo na morebitne napadalce, ki bi se lahko v najboljšem primeru branili v glavnem s krila.
Posamezne nivoje baterijskih stolpov so pogosto povezali skupaj z rampo, da bi se topovi lahko namestili med številne vrzeli v parapetu.
Izraz baterijski stolp ni brez polemik v kasteloloških raziskavah. Nemški »Slovar gradov in utrdb« opozarja in priporoča uporabo izraza »topovski stolp«. Vendar pa na splošno velja, da topovski / baterijski stolp dominira na okoliškem obzidju, višina je večja od širine in da mora biti primeren za namestitev več topov. Baterijski stolp pokriva s svojo lastno ognjeno močjo in vzdržljivostjo pogosto ranljiva območja utrdbe.
Zgradbe, kjer so bile topniške ploščadi enako visoke kot obzidje, je imenujejo bastijon ali rondel (na primer Munot v Schaffhausnu).
Baterijski stolpi so med drugimi:
- grad Nanstein pri Landstuhlu, Porenje - Pfalška
- grad Bentheim, Bad Bentheim, Spodnja Saška
- grad Burg an der Wupper v Solingerju
- grad Calenberg
- Cvinger v Goslarju